# Pyrgoniscus cinctutus
Pyrgoniscus cinctutus là một loài chân đều trong họ Armadillidae. Loài này được Kinahan miêu tả khoa học năm 1859.